# لوثر الثاني
لوثر الثاني (835 - 8 أغسطس 869) هو الابن الثاني للإمبراطور لوثر الأول والإمبراطورة إرمنغارد من تور. تزوج من تيوتبرغا ابنة بوسو الأكبر.